# Eudorylas decorus
Eudorylas decorus är en tvåvingeart som först beskrevs av Hardy 1950.  Eudorylas decorus ingår i släktet Eudorylas och familjen ögonflugor. Inga underarter finns listade i Catalogue of Life.